# Taylor Swift Productions
Taylor Swift Productions, Inc. es la empresa interna de producción de medios visuales de la cantante y compositora estadounidense Taylor Swift. Fue acreditada por primera vez en la versión en DVD y Bluray de Speak Now World Tour – Live en 2011 y ha producido todos los trabajos visuales de Swift desde 2018, incluidos sus videos musicales y películas.
Las producciones del estudio han recibido varios galardones, incluyendo dos premios Grammy al «Mejor Video Musical» por «Bad Blood» (2015) y All Too Well: The Short Film (2021), y cuatro premios MTV Video Music Awards al «Video del Año» por «Bad Blood», The Short Film, «You Need to Calm Down» (2019) y «Anti-Hero» (2022). Su película de 2023, Taylor Swift: The Eras Tour, es la película de concierto más taquillera de todos los tiempos.

## Antecedentes
La cantante y compositora estadounidense Taylor Swift considera los medios visuales como un elemento importante en su proceso de composición. A medida que avanzaba en su carrera, incursionó en la escritura de guiones, la dirección y la producción. Varios directores con los que Swift ha colaborado, incluyendo a Roman White y Joseph Kahn, elogiaron su participación en la creación de sus videos musicales. En 2015, Swift ganó el premio Primetime Emmy al «Programa Interactivo Sobresaliente» como productora ejecutiva de la aplicación interactiva AMEX Unstaged: Taylor Swift Experience. Produjo el video musical de «Bad Blood», que ganó el premio Grammy al «Mejor Video Musical» en 2016.

## Historia
Swift lanzó discretamente su empresa de producción interna, Taylor Swift Productions, Inc., que debutó en la versión en DVD y Bluray de la película de concierto Speak Now World Tour – Live (2011). La compañía de producción se lanzó oficialmente con el estreno de su película de concierto Taylor Swift: Reputation Stadium Tour (2018). Dirigida por Paul Dugdale, producida por Swift y distribuida a través de Netflix, la película recibió elogios de la crítica por su dirección, producción, cinematografía y la presencia escénica de Swift.
El siguiente lanzamiento de la compañía fue el especial de televisión Taylor Swift: City of Lover (2020), dirigido por Dan Massie. Se emitió en ABC el 17 de mayo de 2020 y estuvo disponible para streaming bajo demanda en Hulu y Disney+ al día siguiente. El especial recibió críticas positivas, destacando su ambiente íntimo y las habilidades narrativas de Swift, aunque algunos consideraron que su duración de 42 minutos era demasiado corta.
Swift hizo su debut como directora de cine con el documental Folklore: The Long Pond Studio Sessions (2020). Basada en su octavo álbum de estudio, Folklore (2020), y distribuida por Disney+, la película recibió elogios generalizados por sus actuaciones, intimidad y conversaciones sobre el proceso creativo de Folklore. Recibió el premio Gracie Grand Award por «Especial o Variedad Sobresaliente».
Swift debutó como cineasta con el drama romántico All Too Well: The Short Film (2021), una adaptación de la versión de 10 minutos de su canción «All Too Well». La película, protagonizada por Sadie Sink y Dylan O'Brien, tuvo un estreno teatral limitado a través de Universal Pictures y proyecciones especiales en los festivales de cine de Tribeca y Toronto en 2022. Recibió varios premios y nominaciones, y fue aclamada por la crítica por las actuaciones de su elenco y la visión de Swift como cineasta.
Taylor Swift Productions produjo de manera independiente la película de concierto Taylor Swift: The Eras Tour (2023), con Sam Wrench como director y distribución teatral mundial a cargo de AMC Theatres y Cinemark Theatres. Recibiendo elogios de la crítica por su dirección y energía, la película se convirtió en la película de concierto más taquillera de todos los tiempos, ganando más de $200 millones en ingresos a nivel mundial.

## Recepción
En 2024, la revista de negocios Fast Company clasificó a Taylor Swift Productions en el número 15 de su lista de «Las Empresas Más Innovadoras del Mundo», por «reimaginar el negocio de los conciertos, la música y las películas». La revista citó el éxito comercial y el innovador acuerdo de distribución de la película The Eras Tour como la razón principal.

## Créditos

### Filmografía
| Año  | Título(s)                               | Director(es) | Distribuidor(es)              | Presupuesto     | Bruto mundial   |
| ---- | --------------------------------------- | ------------ | ----------------------------- | --------------- | --------------- |
| 2011 | Speak Now World Tour – Live             | Ryan Polito  | Big Machine Records           | N/A             | N/A             |
| 2018 | Taylor Swift: Reputation Stadium Tour   | Paul Dugdale | Netflix                       | N/A             | N/A             |
| 2020 | Taylor Swift: City of Lover             | Dan Massie   | ABC, Disney+, Hulu            | N/A             | N/A             |
| 2020 | Folklore: The Long Pond Studio Sessions | Taylor Swift | Disney+                       | N/A             | N/A             |
| 2021 | All Too Well: The Short Film            | Taylor Swift | Universal Pictures (en cines) | N/A             | N/A             |
| 2023 | Taylor Swift: The Eras Tour             | Sam Wrench   | AMC Theatres (Estados Unidos) | $10–20 millones | $261.7 millones |

### Vídeo musicales
| Año  | Título                     | Artista(s)   | Director(es) | Álbum                         |
| ---- | -------------------------- | ------------ | ------------ | ----------------------------- |
| 2019 | «Me!»                      | Taylor Swift | Taylor Swift | Lover                         |
| 2019 | «You Need to Calm Down»    | Taylor Swift | Taylor Swift | Lover                         |
| 2019 | «Lover»                    | Taylor Swift | Taylor Swift | Lover                         |
| 2019 | «Christmas Tree Farm»      | Taylor Swift | Taylor Swift | Independiente                 |
| 2019 | «The Man»                  | Taylor Swift | Taylor Swift | Lover                         |
| 2020 | «Cardigan»                 | Taylor Swift | Taylor Swift | Folklore                      |
| 2020 | «Willow»                   | Taylor Swift | Taylor Swift | Evermore                      |
| 2021 | «I Bet You Think About Me» | Taylor Swift | Blake Lively | Red (Taylor's Version)        |
| 2022 | «Anti-Hero»                | Taylor Swift | Swift        | Midnights                     |
| 2022 | «Bejeweled»                | Taylor Swift | Swift        | Midnights                     |
| 2023 | «Lavender Haze»            | Taylor Swift | Swift        | Midnights                     |
| 2023 | «Karma»                    | Taylor Swift | Swift        | Midnights                     |
| 2023 | «I Can See You»            | Taylor Swift | Swift        | Speak Now (Taylor's Version)  |
| 2024 | «Fortnight»                | Taylor Swift | Swift        | The Tortured Poets Department |